# Rudi + Roswitha Then Bergh
Rudi + Roswitha Then Bergh war ein deutsches Architektenpaar, das zwischen 1966 und 1999 in München zusammenarbeitete.

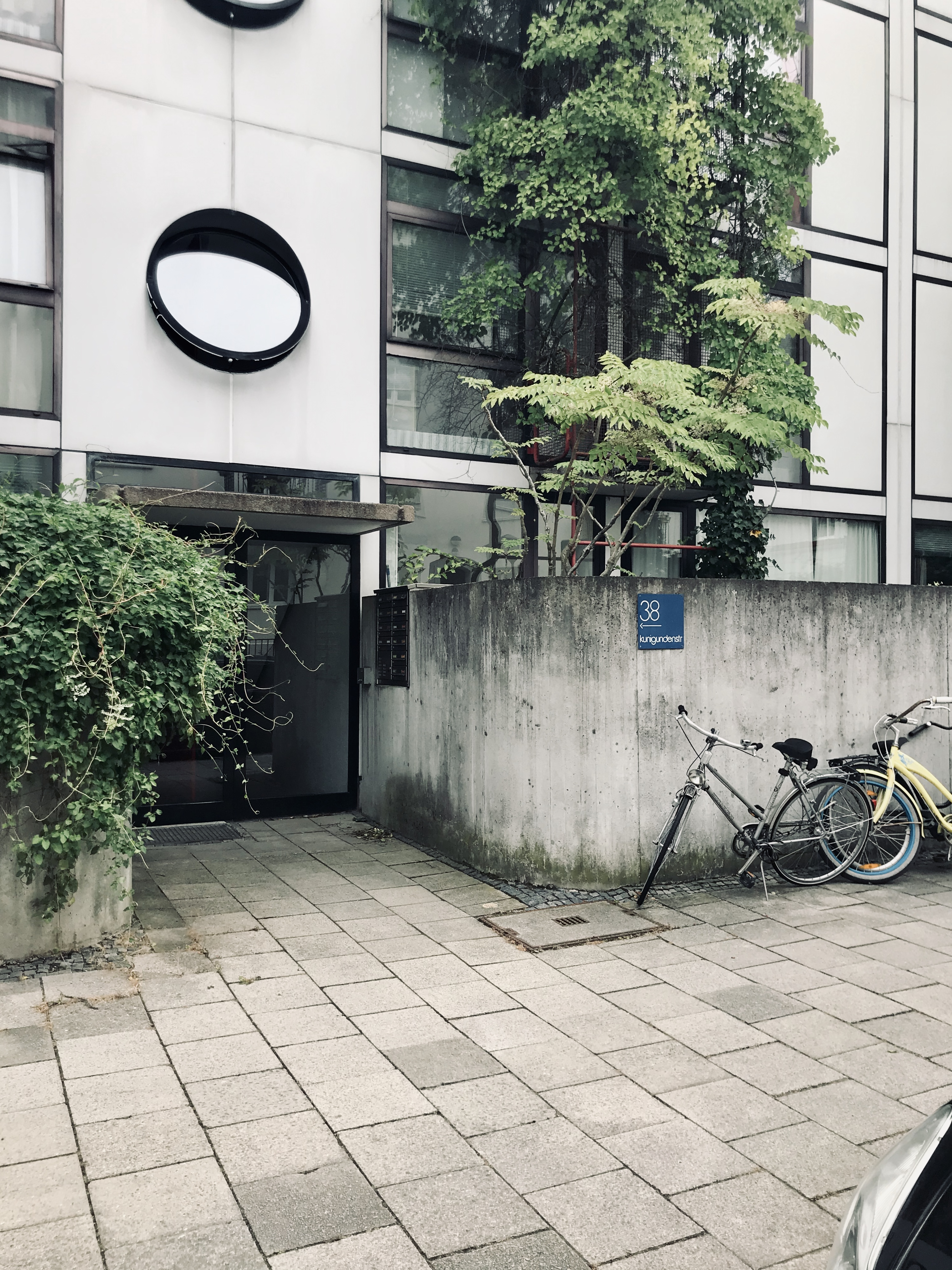
Wohnanlage Kunigundenstraße, München

## Partner
Rudi (Rudolf) Then Berg (* 1937 in München; † 1999) studierte Architektur an der TH München und lernte dort seine spätere Ehefrau kennen, die er nach dem Diplom heiratet. Then Berg lehrte als Assistent bei Hermann Schröder am Lehrstuhl Entwerfen und Gebäudelehre an der TU München (1977–1979), an der TH Rosenheim und an der Hochschule München. Then Berg führte mit Roswitha Then Berg das Architekturbüro R + R Then Bergh in München.
Roswitha Then Berg (* 1939 in Salzburg, geb. Kretschmar) kam über Gerhard Garstenauer zur Architektur und studierte von 1958 bis 1962 Architektur an der TH München. Dort lernte sie ihren späteren Ehemann kennen, den sie nach dem Diplom heiratet. Sie bezog 1955 ein Zimmer im neu erbauten Wohnheim in der Friedrich-Loy-Straße von Grete und Werner Wirsing. Then Berg führte mit Rudi Then Berg das Architekturbüro R + R Then Bergh in München. Then Berg lehrte als Assistentin bei Hermann Schröder am Lehrstuhl Entwerfen und Gebäudelehre an der TU München (1977–1979) und an der TH Rosenheim. 2007 zieht sie in ihr altes Elternhaus nach Salzburg zurück.
Zum Bekanntenkreis zählen u. a. Doris und Ralph Thut.

## Bauwerke

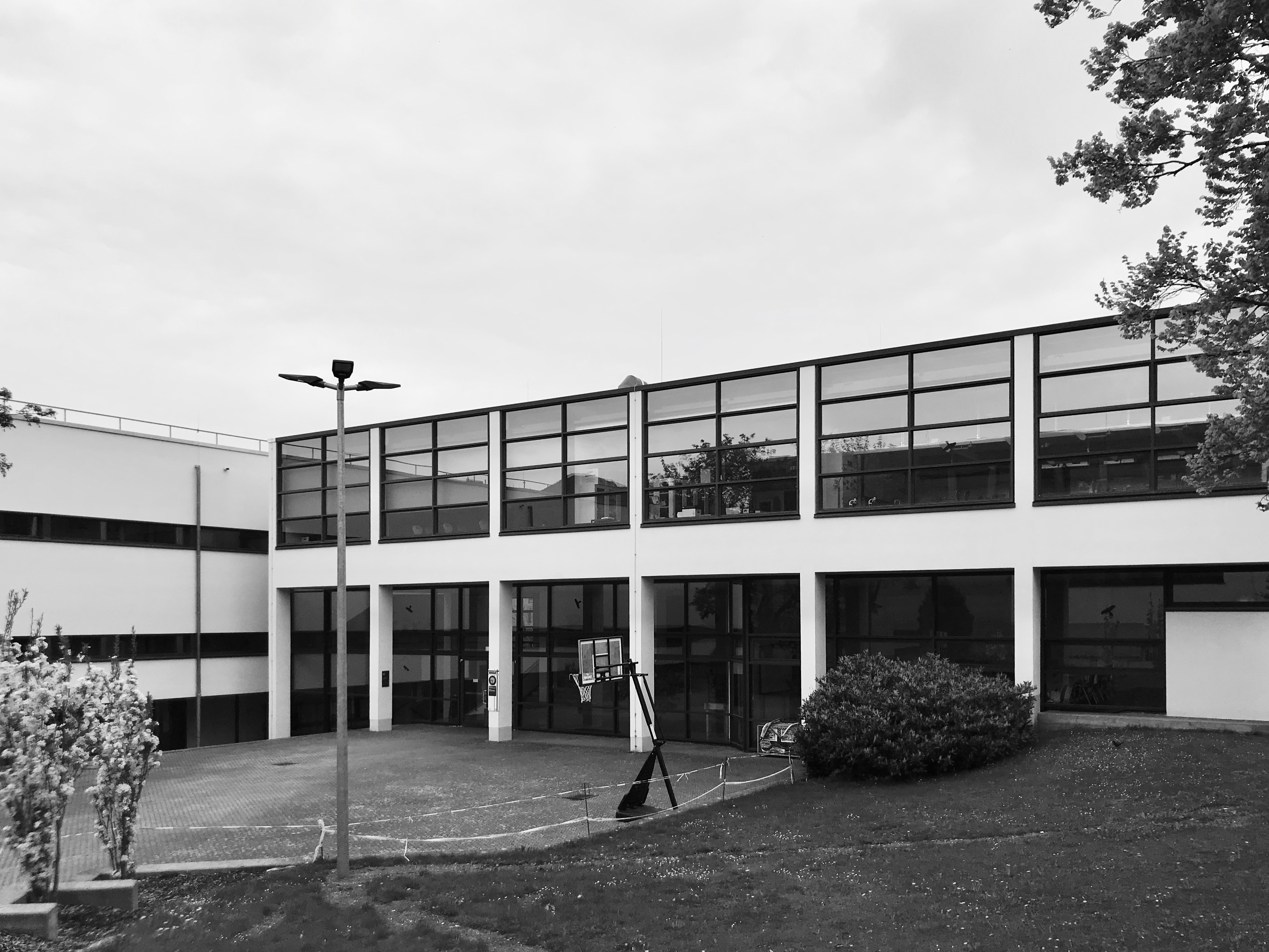
Klosterschule, Rebdorf

Roswitha Then Bergh als Mitarbeiterin bei Franz Kießling:
- 1959–1977: Klosterschule, Rebdorf

Gemeinsame Bauwerke:
- 1966: Haus für einen Sägewerksbesitzer, Niederbayern
- 1966–1968: Sommerhaus, Prien am Chiemsee mit Thomas Herzog und Ingenieure Sailer & Stepan[2] (Holzhauses für einen Sägewerksbesitzer)
- 1967: Ferienhaus, Osternach
- 1970: Haus, St. Georgen bei Trauenreut[3]
- 1971: Ferienhaus für zwei Familien, Breitbrunn am Chiemsee
- 1971–1972: Wohnanlage Kunigundenstraße, München[3] (Bauherren: Rudi Then Berg und dessen Brüder)
- 1974: Dreifamilienhaus Birkhahnweg, München-Waldtrudering[3]
- 1974: Doppelhaus, Grünwald
- 1975–1977: Einbau einer Wohnung in eine Scheune, Oberhandenzhofen
- 1981: Dachgeschossausbau Landshuter Allee, München
- 1987: Ferienhaus, Breitbrunn[4]
- 1988: Renovierung Altbauwohnung Landshuter Allee, München

Roswitha Then Bergh:
- 1985: Balkonsystem zum nachträglichen Anbau als Stahlbau mit Ingenieure Sailer & Stepan
- 1990: Einfamilienhaus Haselbach Passau
- 1991: Dachgeschossausbau Osterwaldstraße der Villa Marx, München
- 1994: Ferienhaus Wittenzeller, Thalmässing
- 2009–2011: Zwei Wohnhäuser Reitgutweg, Salzburg
- 2014: Einfamilienhaus, Habach

## Preise
- 1975: BDA Preis Bayern für Wohnanlage, München[5]
- 1977: Preis für guten Wohnungsbau der Stadt München für Wohnanlage, München
- 1982: Werkbundauswahl für Ferienhaus, Prien

## Ausstellungen
- 2024: FRAUEN BAUEN MÜNCHEN, Architekturgalerie München[6]

## Bücher
- Doris Hallama, Jana Hartmann, Anna Jacob, Zora Syren (Hg.): FRAUEN BAUEN München. Distanz Verlag, Berlin 2024. ISBN 978-3-95476-708-3